# Лихтенфельс (замок, Гессен)
Лихтенфельс (нем. Burg Lichtenfels) — замок в муниципалитете Лихтенфельс в районе Вальдек-Франкенберг в Гессене (Германия).

## История

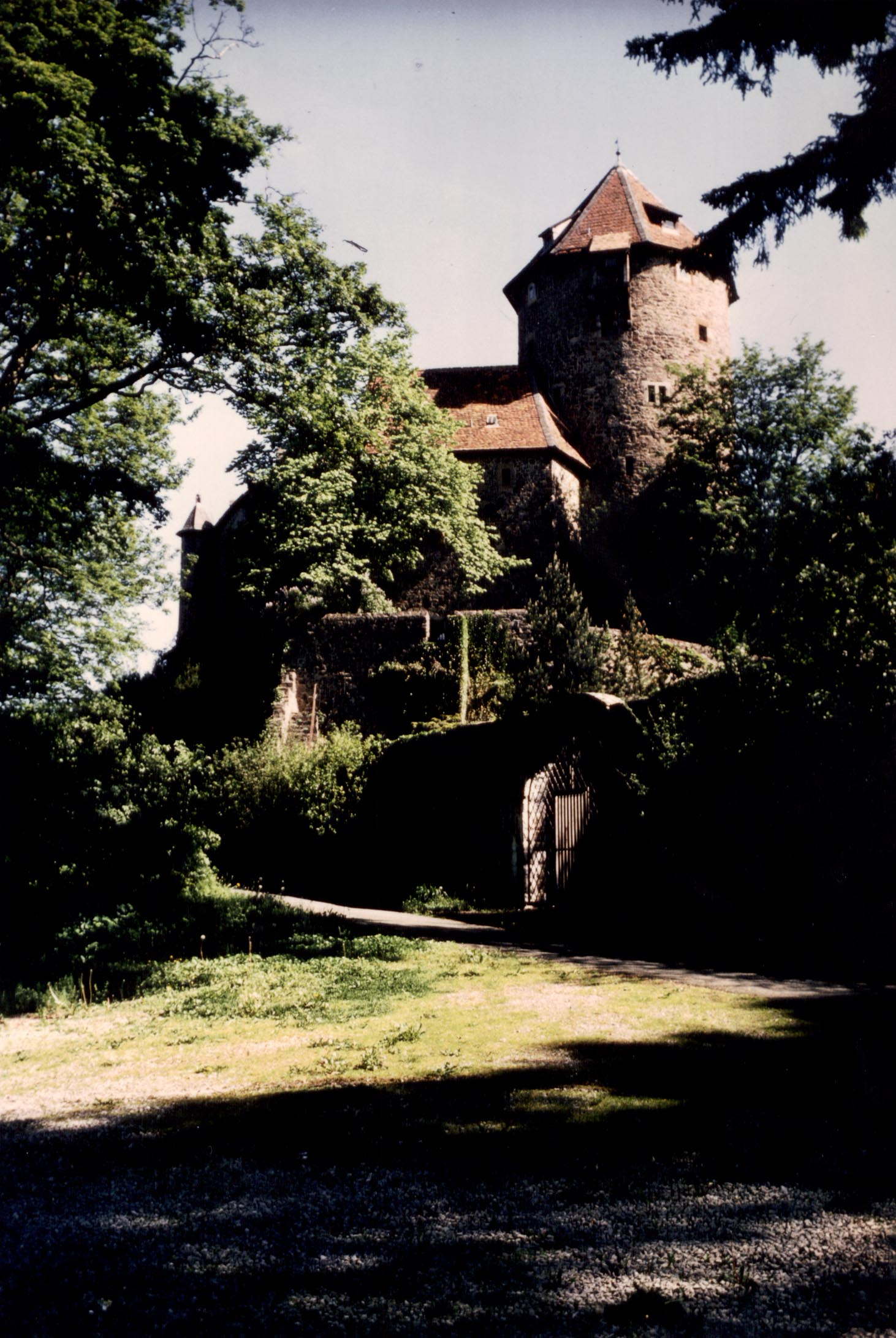
Вид замка

Замок Лихтенфельс основан в 1189 году аббатом из Корвея Витукиндом фон Шпигель цум Дезенберг в качестве укрепления на вершине холма для защиты монастырских земель. Вскоре замок был разрушен. Но между 1223 и 1230 годами крепость была восстановлена по распоряжению аббата Германа I фон Хольте. 21 июля 1267 года монастырь заложил замок Лихтенфельс графу Адольфу I фон Вальдек. После ожесточенных конфликтов в 1297 году граф Отто I фон Вальдек окончательно включил крепость в состав своих владений. Замок долгое время был резиденцией семьи фон Далвиг, вассалов графов Вальдек.
В средние века рядом с замком находилась деревня с церковью. В 1598 году она упоминается под названием Энсенбеке, а в IXIV веке и в конце XVIII века — Айзенбеке. Современная деревня Дальвигшаль возникла только в 1851 году.
Архиепископы Кёльна, как герцоги Вестфалии, неоднократно заявляли о своих правах на окрестные поселения: Мюнден, Нойкирхен и Радерн. Это приводило к длительным конфликтам и разорению земель в XVI и XVII веках. В ходе этих столкновений замок к началу XVII века оказался разрушен.
Частичная реконструкция была проведена в 1631 году, более полная уже в XX веке — с 1908 по 1914 год.

## Современное состояние
В конце 1980-х годов предприниматель Тан Зекманн, основатель компании Biodata выкупил замок, который к тому времени нуждался в ремонте. Лихтенфельс был тщательно восстановлен. Некоторое время его в нём размещалась штаб-квартира компании Biodata (в состоянии банкротства с 2001 года). С 2004 года замок является резиденцией семьи фон Зикманн и головным офисом компании Safe-com.

## Описание
Замок расположен на вершине холма примерно в 700 м к юго-востоку от деревни Дальвигшталь. Вокруг замка леса и долина реки Орке, западного притока Эдера. Лихтенфельс расположен на высоте 383 м над уровнем моря в северных предгорьях Айзенберга.